# There Is a Light That Never Goes Out
There Is a Light That Never Goes Out è un brano della band inglese The Smiths.
Originariamente contenuto nel terzo album, The Queen Is Dead, nel 1987 il brano venne scelto dalla Virgin per essere pubblicato come singolo per il mercato francese, e solo nel 1992, cinque anni dopo la separazione della band, venne ripubblicato dalla WEA in tutto il resto del mondo, riuscendo a raggiungere la posizione numero 23 della Official Singles Chart.

## Realizzazione
A causa di una disputa tra la band e l'etichetta Rough Trade Records, dopo il completamento dell'album The Queen Is Dead, passarono ben nove mesi dall'uscita di The Boy with the Thorn in His Side prima che il gruppo potesse di nuovo pubblicare un nuovo singolo.
Gli Smiths iniziarono a lavorare alla realizzazione di There Is a Light That Never Goes Out a metà del 1985, durante una session presso i RAK Studios di Londra e, agli inizi di settembre, registrarono un demo di prova della canzone con l'aggiunta di un arrangiamento di archi creati tramite un emulatore synth da Marr (e accreditati sull'album come Hated Salford Ensemble), pare per mancanza di budget o forse per una certa riluttanza da parte della band stessa a consentire a musicisti esterni di partecipare al processo di registrazione. La session venne poi completata, nel mese di novembre dello stesso anno, presso gli Studios Jacobs di Farnham, dove Morrissey ricantò la sua parte vocale e Marr aggiunse una linea melodica di flauto.

## Testo e musica
Musicalmente, There Is a Light, è senza dubbio una delle canzoni più toccanti e romantiche degli Smiths, in cui ogni strumento e ogni suono è messo al punto giusto per ottenere il massimo impatto emotivo.
La melodia contiene una sequenza armonica presa in prestito dalla cover dei Rolling Stones di un brano di Marvin Gaye (Hitch Hike), che Johnny Marr disse di aver incluso quasi per gioco, per vedere cioè se la stampa musicale inglese sarebbe stata in grado di ricondurre tale citazione alla band che, originariamente (sempre secondo il chitarrista), aveva rubato quella linea melodica, ovvero i Velvet Underground in There She Goes Again. "Sapevo di essere più intelligente di loro." commentò poi Marr "I was listening to what The Velvet Underground were listening to".
Il testo della canzone descrive la storia di due amanti e la loro stretta relazione, fra amore non dichiarato e morte, fino alle estreme conseguenze di un incidente stradale accanto alla persona amata (And if a double-decker bus / Crashes into us / To die by your side / Is such a heavenly way to die / And if a ten ton truck / Kills the both of us / To die by your side / Well, the pleasure, the privilege is mine.). La paura del buio nel sottopassaggio è forse la paura del rifiuto della persona amata o di una nuova relazione (And in the darkened underpass / I thought Oh God, my chance has come at last! / But then a strange fear gripped me / And I just couldn't ask.). La luce che non si spegnerà mai (the light that never goes out) simboleggia la luce di questo amore inconfessato, nell'anima del passeggero di quest'auto.

## Copertina e video
La copertina del 1987 ritrae una foto di un anonimo bambino che mangia un gelato, in quella del 1992 c'è invece una foto di una giovane Sandie Shaw.
Il video è tratto da un cortometraggio di Derek Jarman, intitolato The Queen is Dead, in cui il regista inglese mette in musica alcune canzoni tratte dall'album omonimo: There Is a Light, Panic e la title track stessa.
Il film di Jarman si apre con un ragazzino che scrive la frase La Regina è morta sui muri di una fabbrica dismessa e prosegue con immagini montate in rapidissima successione, in cui gli Smiths non appaiono mai. Presentato per la prima volta al Festival di Edimburgo del 1986, le varie parti del film, vennero poi usate come altrettanti video promozionali della band.
Un secondo video, edito dalla WEA nel 1992 per promuovere la ristampa del singolo, utilizza invece immagini di Morrissey e di fans degli Smiths in bicicletta, in giro per Manchester e Salford, tutto materiale già precedentemente utilizzato per i video di I Started Something I Couldn't Finish e Stop Me If You Think You've Heard This One Before.

## Cover
Una versione live del brano è stata successivamente pubblicata da Morrissey, come doppio singolo A-side (Redondo Beach/There Is a Light That Never Goes Out), il 28 marzo 2005, per la promozione dell'album live solista Live at Earls Court, raggiungendo la posizione numero 11 nella classifica dei singoli nel Regno Unito.
Molti artisti, nel corso degli anni, hanno reinterpretato questa canzone, tra cui Noel Gallagher, Neil Finn, The Courteeners,  Anberlin, Nada Surf, Death Cab for Cutie, Dum Dum Girls, The Ocean Blue, The Killers, The Magic Numbers, Mikel Erentxun, The Cranberries, Passenger, Braid e Schneider TM, la cui versione elettronica è stata inclusa nel loro album The Light 3000.

## Tracce
- UK 7"

1. There Is a Light That Never Goes Out – 4:02
2. Half a Person - 3:36

### Ristampa 1992
- UK 7"

1. There Is a Light That Never Goes Out – 4:02
2. Handsome Devil (live at The Haçienda, 4 febbraio 1983) – 2:48

- UK CD#1

1. There Is a Light That Never Goes Out – 4:02
2. Hand in Glove (live in Londra, 29 giugno 1983) – 2:48
3. Some Girls Are Bigger Than Others (live in Londra, 12 dicembre 1986) – 5:03
4. Money Changes Everything – 4:41

- UK CD#2

1. There Is a Light That Never Goes Out – 4:02
2. Hand in Glove (con Sandie Shaw) – 2:58
3. I Don't Owe You Anything (con Sandie Shaw) – 4:06
4. Jeane (con Sandie Shaw) – 2:52

## Formazione
- Morrissey – voce
- Johnny Marr – chitarra, pianoforte
- Andy Rourke – basso
- Mike Joyce – batteria